# Just a Little More Love
Just a Little More Love — перший студійний альбом французького хауз-діджея Давіда Ґети. Випущений 10 червня 2002 року.

## Список композицій
1. «Just a Little More Love» (з Крісом Воллісом) — 3:20
2. «Love Don't Let Me Go» (з Крісом Воллісом) — 3:36
3. «Give Me Something» (з Барбарою Такер) — 5:44
4. «You» (з Крісом Воллісом) — 3:23
5. «Can't U Feel the Change» (з Крісом Воллісом) — 4:53
6. «It's Alright (Preaching Paris)» (з Барбарою Такер) — 3:49
7. «People Come People Go» (з Крісом Воллісом) — 3:19
8. «Sexy 17» (з Жуаном Розофом) — 3:27
9. «Atomic Food» (з Крісом Воллісом) — 3:09
10. «133» — 3:41
11. «Distortion» (з Крісом Воллісом) — 3:11
12. «You Are the Music» (з Крісом Воллісом) — 5:58
13. «Lately» — 1:39

Міжнародна версія
1. «Just a Little More Love (Wally Lopez Remix Edit)» (з Крісом Воллісом) — 3:45
2. «Love Don't Let Me Go» (з Крісом Воллісом) — 3:36
3. «Give Me Something» (з Барбарою Такер) — 5:44
4. «Can't U Feel the Change» (з Крісом Воллісом) — 4:53
5. «It's Alright (Preaching Paris)» (з Барбарою Такер) — 3:49
6. «Sexy 17» (featuring Juan Rozof) — 3:27
7. «Atomic Food» (з Крісом Воллісом) — 3:09
8. «You» (з Крісом Воллісом) — 3:23
9. «Distortion (Vocal Edit Remix)» (з Крісом Воллісом) — 3:11
10. «Just for One Day (Heroes)» (з Девідом Боуї) (Radio Edit) — 3:00
11. «You Are the Music» (з Крісом Воллісом) — 5:58
12. «Lately» — 1:39
13. «Just a Little More Love (Elektro Edit)» (з Крісом Воллісом) — 3:20